# Pachyta degener
Pachyta degener là một loài bọ cánh cứng trong họ Cerambycidae.